# Marija Pejčinović Burić
Marija Pejčinović Burić (Mostar, 9 aprile 1963) è una politica croata, dal 18 settembre 2019 Segretaria Generale del Consiglio d'Europa. In precedenza, dal 19 giugno 2017 al 19 luglio 2019, è stata prima vice prima ministra e ministra degli affari esteri ed europei della Croazia, nonché, dal 18 maggio 2018 al 21 novembre 2018, presidente del comitato dei ministri del Consiglio d'Europa.

## Biografia

### Infanzia ed educazione
Marija Pejčinović Burić è nata a Mostar,  all'epoca Repubblica Socialista di Bosnia ed Erzegovina nel 1963 e si è laureata alla Facoltà di Economia di Zagabria nel 1985.

### Carriera politica
Nel 2000 è entrata a far parte del Ministero degli Affari Esteri come assistente, dove, fino al 2004, è stata membro del gruppo negoziale per l'Accordo di stabilizzazione e associazione con l'unione europea.

## Riconoscimenti
Oratore ufficiale in occasione della cerimonia d'ingresso dei Capitani Reggenti della Repubblica di San Marino il 1 ottobre 2022.
Il 30 settembre 2022 è stata insignita dell’onorificenza di Cavaliere di Gran Croce dell’Ordine Equestre di Sant’Agata.